# Irving Lerner
Irving Lerner (* 7. März 1909 in New York City; † 25. Dezember 1976 in Los Angeles) war ein US-amerikanischer Regisseur.

## Leben
Irving Lerner, Sohn einer russischen Familie, studierte Anthropologie an der Columbia University, für die er auch seine ersten Filme realisierte. Er war dort Lektor für die Encyclopedia of Social Sciences. Dort lernte er auch Margaret Mead kennen, die einen großen Einfluss auf seine politisch eher sozialistische Einstellung hatte. Als Mitglied der Workers Film and Photo League von 1932 bis 1934  kam er über die Standfotografie zum Filmen. Erste Erfahrungen sammelte er durch das Fotografieren politischer Aktivitäten, wie dem May Day. Zudem drehte er mehrere Kurzdokumentarfilme auf 35-mm-Film. In dieser Zeit begann er auch unter dem Pseudonym Peter Ellis Filmkritiken für kommunistische Zeitungen zu verfassen, die auf den sozialen Aspekt der Filme eingingen. Von 1933 bis 1934 war er Lehrer der Harry Alan Potamkin Film School. Anschließend drehte er Filme für die Rockefeller-Stiftung und andere gemeinnützige Institutionen. Während des Zweiten Weltkriegs drehte er mit eigenem Filmteam Filme für das United States Office of War Information.
1944 geriet er unter Spionageverdacht, als er vermutlich im Auftrag von Arthur Adams Aufnahmen des Zyklotrons an der University of California, Berkeley anzufertigen versuchte. Das Zyklotron war einer der Bestandteile des Manhattan Projects. Er wurde dabei entdeckt und festgenommen. Die Beweise reichten jedoch für eine Verurteilung nicht aus. Lerner trat allerdings von seiner Stellung zurück.
Nach dem Krieg wurde er Leiter des Filminstituts an der New York University. Anschließend löste er sich etwas vom Dokumentarfilm und begann experimentelle Filme zu drehen. Zudem versuchte er sich an einer Reihe von B-Filmen, insbesondere im Bereich Kriminalfilm.
Zu seinen bekanntesten Filmen gehört Der Tod kommt auf leisen Sohlen (1958), ein Film noir mit Vince Edwards, der vor allem durch die häufige Erwähnung durch Martin Scorsese und durch die Blogosphäre bekannt wurde. Zwei Filme, bei denen Lerner Regie führte, erhielten Oscar-Nominierungen: 1942 der Dokumentarfilm A Place to Live und 1944 Swedes in America, den er mit Ingrid Bergman in der Hauptrolle realisierte. Die Nominierungen erhielten dem Oscar-Reglement gemäß jedoch die Filmproduzenten. Lerners letzter Film wurde 1971 Kein Requiem für San Bastardo, den er zusammen mit Robert Parrish drehte. In den Credits wird er jedoch nicht erwähnt.

## Filmografie (Auswahl)
- 1941: A Place to Live
- 1943: Swedes in America
- 1947: To Hear Your Banjo Play
- 1948: Muscle Beach
- 1958: Der Tod kommt auf leisen Sohlen (Murder by Contract)
- 1959: Stadt in Gefahr (City of Fear)
- 1960: Kein Stern geht verloren (Studs Lonigan)
- 1961–1965: Ben Casey (Fernsehserie)
- 1963: Kugeltanz um Mitternacht (Cry of Battle)
- 1969: Der Untergang des Sonnenreiches (The Royal Hunt of the Sun)
- 1971: Kein Requiem für San Bastardo (A Town Called Hell)